# Нагара-Мару
Нагара-Мару (Nagara Maru) — транспортне судно, яке під час Другої світової війни взяло участь в операціях японських збройних сил у Бірмі та на Соломонових островах.

## Передвоєнна історія
Судно спорудили в 1934 році на верфі Yokohama Dock на замовлення компанії Nippon Yusen Kaisha.
1 червня 1940 року судно перебувало у французькому порту Марсель, де зазнало певних пошкоджень від вибухів бомб під час авіанальотів німецьких ВПС.
19 вересня 1941 року судно реквізували для потреб Імперської армії Японії.

## Операція у Бірмі
17 лютого 1942 року Нагара-Мару та ще 5 суден полишили порт Муцуре (острів Хонсю), маючи на борту частину 56-ї піхотної дивізії. Невдовзі вони досягнули В'єтнаму, а 20 лютого вийшли з бухти Камрань та 22 лютого прибули до Сінгори (10-й малайський конвой підкріплень, 10th Malaya Reinforcement Convoy).
15 березня Нагара-Мару прибуло до Сінгапуру, звідки вийшло 19 березня 1942 року разом зі ще 31 судном у напрямку Бірми. 25 березня цей загін, який перевозив все ту ж 56-ту піхотну дивізію, прибув до головного бірманського міста Рангуну та почав висадку військ.

## Рейс з військовополоненими
11 серпня 1942 року судно вийшло з Маніли, маючи на борту дещо менше за дві сотні американських військовополонених. 14 серпня Нагара-Мару досягнуло порту Такао на Формозі (наразі тайванський Гаосюн), де за кілька днів передало бранців на каботажне судно.

## Конвой до Рабаулу
29 вересня 1942 року Нагара-Мару, яке мало на борту шість сотень британських військовополонених, полишило Сінгапур разом зі ще 3 суднами. 4 жовтня вони прибули до Белавану на Суматрі, де завантажили військовослужбовців Імперської армії та невдовзі вирушили у складі конвою до Рабаулу — головної передової бази японців у архіпелазі Бісмарка, з якої провадились операції на Соломонових островах та сході Нової Гвінеї. На той час уже два місяці йшла важка битва за Гуадалканал і в регіон прибували численні японські конвої з військами та озброєнням.
19 жовтня конвой прибув до острова Нова Британія.

## Участь у битві за Гуадалканал
На початку листопада Нагара-Мару залучили до наймасштабнішої операції з доставки підкріплень на Гуадалканал, і 6 листопада судно разом зі ще 8 транспортами вирушило з Рабаулу під охороною різноманітних ескортних кораблів — торпедного човна Хійодорі, мінного загороджувача Ширатака, тральщика W-15 та мисливця за підводними човнами CH-16. Вранці 8 листопада цей конвой прибув на якірну стоянку Шортленд — прикриту групою невеликих островів Шортленд акваторію біля південного завершення острова Бугенвіль, де зазвичай відстоювались легкі бойові кораблі та перевалювались вантажі для подальшої відправки далі на схід Соломонових островів. При цьому з Нагара-Мару висадили 577 військовополонених, котрі мали споруджувати аеродром (усі вони згодом загинули).
12 листопада судна з військами полишили Шортленд, проте невдовзі повернулись на тлі повідомлень про жорстоку битву надводних кораблів біля району висадки. У другій половині дня 13 листопада 11 транспортів, розділених на два ешелони, знову рушили з району Шортленд до Гуадалканалу. Нагара-Мару мав на борту дві роти 230 піхотного полку та медичний підрозділ 38-ї піхотної дивізії й належав до більш швидкого першого ешелону, котрий мав висадити доправлених вояків біля Тассафаронгу. Транспорти супроводжували 11 есмінців, а повітряне прикриття надавали літаки базової авіації та гідролітаки з бази у Шортленді.
Судна завершували прохід між островами Нова Джорджія та Санта-Ісабель і наближались до Гуадалканалу, коли невдовзі після опівдня 14 листопада почались удари американської авіації. У першому ж нальоті Нагара-Мару було поцілене та затонуло, при цьому з нього (а також потопленого в тій же атаці Канбера-Мару) змогли зняти 1500 осіб.
Можливо також відзначити, що за підсумками операції японці втратили всі 11 транспортів, хоча частину бійців і вдалось висадити на Гуадалканалі (так само загинули й обидва залучені лінійні кораблі).